# The Binge
The Binge es una película de comedia negra estadounidense de 2020 dirigida por Jeremy Garelick y escrita por Jordan VanDina. Una parodia de The Purge, la película está protagonizada por Skyler Gisondo, Eduardo Franco, Dexter Darden, Vince Vaughn, Grace Van Dien y Zainne Saleh.
The Binge fue lanzado en los Estados Unidos el 28 de agosto de 2020 por Hulu . Una secuela está en desarrollo.

## Sinopsis
Ambientada en una época en la que todas las drogas y el alcohol son ilegales, el único día en que cualquiera puede participar en la "diversión" es el día del atracón. Tres jóvenes de 18 años se preparan para el día en que sea legal beber alcohol y consumir drogas.

## Reparto
- Skyler Gisondo como Griffin
- Eduardo Franco como Andrés
- Dexter Darden como Hags
- Vince Vaughn como director Carleson
- Grace Van Dien como Lena
- Zainne Saleh como Sarah
- Ian Soares como Mark
- Zakary Odrzykowski como estudiante
- Joel Carlino como estudiante
- Hayes MacArthur como Pompano Mike
- Tony Cavalero como Pompano Mike
- Nicky Whelan como Castigador
- Nikki Leigh como Alexa
- Jasmine Millner como estudiante

## Producción
En septiembre de 2019, se anunció que Skyler Gisondo, Eduardo Franco, Dexter Darden, Vince Vaughn, Grace Van Dien y Zainne Saleh se habían unido al elenco de la película, con Jeremy Garelick dirigiendo un guion de Jordan VanDina, con LD Entertainment y American High. producción y distribución de Hulu .

### Rodaje
La fotografía principal comenzó en septiembre de 2019 en Syracuse, Nueva York .

## Lanzamiento
The Binge se lanzó en Hulu en los Estados Unidos el 28 de agosto de 2020.

## Recepción
En el agregador de reseñas Rotten Tomatoes, la película tiene un índice de aprobación del 22% basado en 27 reseñas, con una calificación promedio de 4.6/10 . El consenso de los críticos del sitio web dice: " The Binge comienza con la promesa de un momento divertido, pero se descuida con el humor de bajo nivel y tropieza boca abajo en la alcantarilla".  En Metacritic, la película tiene una puntuación media ponderada de 35 sobre 100, basada en 10 críticos, lo que indica "críticas generalmente desfavorables".
John DeFore de The Hollywood Reporter elogió las actuaciones del elenco, especialmente la parte de Vince Vaughn, a pesar de afirmar que los personajes generalmente no tienen características sobresalientes o inusuales, y que el guion de Jordan VanDina ofrece absurdos, lo que deja algunas preguntas sin respuesta. Bill Goodykoontz de The Arizona Republic calificó la película con 3 de 5 estrellas, encontró el papel de Vaughn como uno de los mejores aspectos de la película a través de la personalidad de su personaje y elogió la representación de una fuerte amistad entre los personajes, pero afirmó que el la película aún no logra ofrecer suficientes chistes buenos. Molly Freeman de Screen Rant calificó la película con 2,5 de 5 estrellas, encontró que la premisa de la película es rápida y fácil de comprender y elogió la forma en que los personajes exploran su mundo, pero afirmó que la película carece de una historia entretenida, mientras que encontró los personajes no están desarrollados para ser lo suficientemente satisfactorios. Tomris Laffly de RogerEbert.com calificó la película con 2 de 4 estrellas, elogió la complicidad entre los personajes principales y el sentido del humor de la película, pero afirmó que la tímida actuación de Vaughn como villano es apenas notable y que la película no ofrecer suficientes escenas humorísticas para una película de comedia.